# Prašice
Prašice (Hongaars: Nyitraperjés) is een Slowaakse gemeente in de regio Nitra, en maakt deel uit van het district Topoľčany.
Prašice telt 2.100 inwoners.